# Info (Unix)
Das Unix-Kommando info startet ein in der Kommandozeilen-Schnittstelle (engl. „command line interface“, kurz „CLI“) arbeitendes Dienstprogramm, das eine hypertextuelle, mehrseitige Dokumentation darstellt.
Info liest vom Programm texinfo erzeugte Info-Dateien und präsentiert die Dokumentation in einer baumartig verzweigten Struktur, in der man sich mit einfachen Befehlen bewegen und Querverweisen folgen kann. 

## Geschichte
Das in der Programmiersprache C umgesetzte info wurde als das Hauptdokumentationssystem von GNU-basierten Betriebssystemen konzipiert und später auf andere unixartige Betriebssysteme portiert. Allerdings wurden Info-Dateien bereits unter ITS Emacs eingesetzt.

## Bedienung

### Tastenbelegung
Beispielsweise bewegt man sich durch die Leertaste im aktuellen Knoten nach unten oder, wenn man bereits am unteren Rand des aktuellen Knotens angelangt ist, zum nächsten Knoten des aktuellen Dokuments, wodurch man den Inhalt einer Info-Datei sequenziell lesen kann. Drückt man die Rückschritttaste, so bewegt man sich in die entgegengesetzte Richtung.
| Taste | Funktion                                                                                       |
| ----- | ---------------------------------------------------------------------------------------------- |
| ]     | geht zum nächsten Knoten des aktuellen Dokuments                                               |
| [     | geht zum vorherigen Knoten im aktuellen Dokument                                               |
| n     | geht zum nächsten Knoten auf derselben Ebene wie der aktuelle Knoten, wegen engl. „next“       |
| p     | geht zum vorherigen Knoten auf derselben Ebene wie der aktuelle Knoten, wegen engl. „previous“ |
| u     | geht zum Elternknoten des aktuellen Knotens, wegen engl. „up“                                  |
| l     | geht zum zuletzt besuchten Knoten, wegen engl. „last“                                          |
| i     | springe zu der Definition von einem Eintrag im Index                                           |
| g     | springe zu einem Abschnitt im Dokument, wegen engl. „go to“                                    |

Hat man den Cursor auf einen Verweis (ein Wort vor dem ein Asterisk * steht) bewegt und drückt die Eingabetaste, so folgt info dem Verweis.

### Suche in den Indizes
Das Programm kann auch so aufgerufen werden, dass es die Indizes der Info-Dokumente nach einem Wort durchsucht, ähnlich wie das Programm apropos in den Handbuchseiten sucht. Für diese Funktion wird beim Aufruf die Option --apropos oder -k (für engl. „keyword“, „Stichwort“) benutzt.
```
user@linux-system: ~ $ 
info
 
--apropos
 
boot
                                                                 

"(coreutils)who invocation" -- --boot

"(automake-1)Error required file ltmain" -- bootstrap.sh and autoreconf

"(grub)boot" -- boot

"(grub)multiboot" -- multiboot

"(grub)net_bootp" -- net_bootp

"(grub)reboot" -- reboot

user@linux-system: ~ $ 
info
 
--index-search
=
boot
 
"(coreutils)who invocation"

```

Zum gezielten Aufruf der gewünschten Information würde im Beispielfall auch das folgende einfachere Kommando zum selben Ziel führen:
```
user@linux-system ~ $ 
info
 
index-search
 
boot
 
who

```

## Bekannte Info-Browser

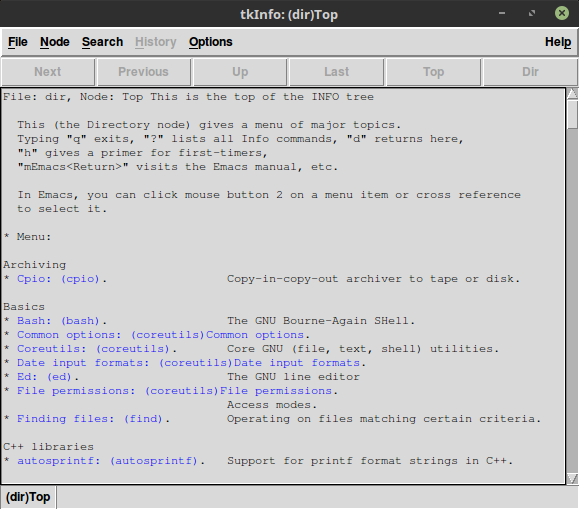
Der grafische Browser TkInfo (Version 2.8)

| Programm    | Beschreibung                                                                                         | Anmerkung                        |
| ----------- | --- | -------------------------------- |
| info        | Der Standard-Viewer für die Info-Dokumente                                                           |                                  |
| pinfo       | Ein auf curses beruhender Info-Browser.                                                              |                                  |
| tkinfo      | Zeigt Info-Dokumente unter X11 an, also ein Info-Browser für graphische Bedienoberflächen von Linux. |                                  |
| khelpcenter | | Auf "Browse Info Pages" klicken. |
| emacs       | |                                  |
| vinfo       | Ein Plugin für den Texteditor vim, mit dem die Info-Dokumente angezeigt werden können.               |                                  |